# Abba (priimek)
Abba je priimek več znanih oseb:
- Dimi Mint Abba (*1958), arabski glasbenik
- Giuseppe Cesare Abba (1838—1910), italijanski pisatelj
- Marta Abba (1900—1988), italijanska gledališka igralka
- Cele Abba (1906—1992), italijanska gledališka in filmska igralka
- Christopher Shaman Abba, nigerijski rimskokatoliški škof
- Yousif Abba, iraški sirijskokatoliški nadškof